# Mário Milani
Mário Milani (Jundiaí, 15 de agosto de 1918—Jundiaí, 24 de setembro de 2003) foi um futebolista brasileiro que atuou como atacante. Foi artilheiro do Campeonato Paulista em 1942 e 1943 pelo Corinthians.

## Biografia

### Início da carreira
Mário Milani era o filho de uma família abastada de industriais da região de Jundiaí. Ele começou sua carreira em 1932, aos 14 anos, de forma um tanto despretensiosa, no time amador de Jundiaí chamado Estrela de Ouro. Entre 1933 e 1934, jogou no Minas Gerais, outro time amador da cidade, onde conquistou o título de campeão Jundiaiense, o primeiro de sua carreira. De 1935 a 1937, atuou pelo também amador Clube Atlético Comercial, time de maior tradição no futebol de Jundiaí na época. Em seu último ano no clube, voltou a conquistar o título de campeão Jundiaiense.
Um dia, jogando nos campos de várzea, foi observado por um olheiro e foi levado ao São Paulo Futebol Clube em 1937. Ficou um ano no clube, chegando a ser alçado ao posto de capitão em algumas partidas, mas não se firmou.

### Fluminense
Em 1938, o também jundiaiense Romeu Pellicciari, então ídolo do Fluminense (campeão carioca pela equipe em 1936 de 1937 e 1938), convenceu os dirigentes do seu time a contratarem Mário. Porém, o mais difícil foi convencer a família Milani a liberar a viagem do filho. Romeu teve de garantir que se responsabilizaria pessoalmente pelo conterrâneo.
Em sua edição do dia 30 de dezembro de 1938, o jornal Folha da Manhã registra em uma nota que o "conhecido esportista jundiahyense" estava de mudança para a "Capital Federal, afim de integrar o quadro principal do Fluminense F".
Pelo time carioca, Milani sagrou-se campeão do Torneio Início e campeão Interestadual, ambos em 1940. Depois de alternar momentos muito bons e ruins no Fluminense, acabou por se transferir para o Corinthians em 1941.

### Corinthians
No Corinthians Milani se tornou um ídolo. Jogou no clube alvinegro de 1941 a 1948. Logo em seu primeiro ano, foi campeão paulista ao lado de atletas como Brandão, Tite, Servílio, Teleco e João Freire Filho ("Jango").
Em 1942, começou a mostrar o seu faro de goleador e foi o artilheiro do Campeonato Paulista com 24 gols. O alvinegro terminou como vice-campeão, atrás do Palmeiras (então Palestra Itália).
Em 1943, Milani voltou a se destacar marcando 20 gols e sendo, novamente, o artilheiro do campeonato. Porém, o time ficou em segundo lugar de novo. Dessa vez, o campeão foi o São Paulo.
Durante sua época no ataque do Corinthians, o time conquistou ainda a Taça Supremacia/Torneio Quinela de Ouro (1942), Torneio Início do Campeonato Paulista (1944), Taça Cidade de São Paulo (1942/43, 1947/48), Taça de Campeões Rio-São Paulo (1941), entre outros. Foi vice-campeão paulista ainda em 1946,1947 e 1948. A fama de goleador de Milani fez com que ele ganhasse o apelido de "menino de ouro". No clube de Parque São Jorge, Milani entrou em campo 131 vezes e marcou 100 gols.

### Seleção Paulista
Na época em que Mário Milani era jogador de futebol, eram disputados campeonatos brasileiros de seleções estaduais. Cada unidade da federação escolhia os melhores atletas de seus clubes para disputar o torneio.
As boas atuações renderam a Mário Milani vaga na Seleção Paulista daquele ano, ao lado de Oberdan, Jango, Agostinho, Cláudio, Lima e Teixeirinha. O jundiaiense faria parte do grupo dos melhores jogadores do estado por outros dois anos consecutivos.
Pela seleção paulista conquistou duas vezes o Campeonato Brasileiro de Seleções (1941 e 1942) sendo que, em 1942, foi também o artilheiro máximo do torneio com 11 gols.

### Fim da carreira
Após sair do Corinthians em 1948, já com 30 anos de idade, Milani se transferiu para o Juventus da rua Javari. Ficou lá até 1950, quando chegou a assumir o Moleque Travesso como treinador, em um período curto. Em 1951, Mário abandonou o futebol com a camisa do Paulista de Jundiaí, sua cidade natal.

### Pós-futebol e homenagens
A boa educação que Mário Milani teve durante a juventude e seu gosto por estudos já destoavam desde aquela época no meio do futebol. Depois que deixou os gramados, Milani foi Secretário Municipal de Finanças em Jundiaí e Itupeva, cargo de alto teor técnico.
Recebeu diversas homenagens em vida, mas algumas póstumas são marcantes ainda hoje. O nome dele foi dado a um viaduto na altura do km 70 da Rodovia Dom Gabriel Paulino Bueno Couto, que liga Jundiaí a Itu, e a um estádio municipal de futebol em Itupeva.

### Relíquia
O irmão de Mário Milani, Tico Milani, é responsável por guardar e divulgar o vasto material que o jogador foi guardando durante a carreira. Entre as várias fotos e jornais da época, uma carta se destaca. Nela, datada de 10 de fevereiro de 1938, a diretoria do São Paulo Futebol Clube informa Milani oficialmente que, a partir daquele momento, assumiria como capitão da equipe. Eis a transcrição exata da carta.
"Ilmo. Snr.

Mário Milani

C A P I T A L

Prezado Amigo.

Tenho o prazer de levar ao conhecimento de V. S. que em reunião da Directoria deste Clube, por proposta da Direcção Esportiva, e com unanime acceitação dos Directores. foi V. S. indicado para o cargo de capitão do nosso time de futebol, devendo V. S. tomar posse no primeiro jogo que se realizar.
Com estima e consideração, sou
Attenciosamente
SÃO PAULO FUTEBOL CLUBE

Secretario"

## Títulos e Campanhas
Abaixo a lista dos títulos conquistados e das boas campanhas de Mário Milani.
| Título                                   | Clube                | Ano  |
| ---------------------------------------- | -------------------- | ---- |
| Campeão Jundiaiense                      | Minas Gerais F. C.   | 1934 |
| Campeão Jundiaiense                      | C. A. Comercial      | 1937 |
| Campeão Carioca                          | Fluminense           | 1940 |
| Campeão Torneio Início                   | Fluminense           | 1940 |
| Capeão Interestadual                     | Fluminense           | 1940 |
| Campeão Brasileiro                       | Selecionado Paulista | 1941 |
| Campeão Paulista                         | Corinthians          | 1941 |
| Campeão Interestadual                    | Corinthians          | 1941 |
| Campeão dos Campeões                     | Corinthians          | 1941 |
| Campeoníssimo do Brasil                  | Corinthians          | 1941 |
| Bicampeão Brasileiro                     | Selecionado Paulista | 1942 |
| Vice-Campeão                             | Corinthians          | 1942 |
| Campeão Torneio Taça Cidade de São Paulo | Corinthians          | 1942 |
| Vice-Campeão Brasileiro                  | Selecionado Paulista | 1943 |
| Vice-Campeão Paulista                    | Corinthians          | 1943 |
| Campeão Torneio Taça de São Paulo        | Corinthians          | 1943 |
| Vice-Campeão Paulista                    | Corinthians          | 1944 |
| Vice-Campeão Paulista                    | Corinthians          | 1945 |
| Campeão Torneio Início                   | Corinthians          | 1945 |
| Vice-Campeão Paulista                    | Corinthians          | 1946 |
| Vice-Campeão Paulista                    | Corinthians          | 1947 |
| Vice-Campeão Paulista                    | Corinthians          | 1948 |

## Artilharia
Abaixo a lista dos campeonatos em que Mário Milani foi artilheiro.
| Torneio               | Clube            | Ano  | Gols |
| --------------------- | ---------------- | ---- | ---- |
| Campeonato Paulista   | Corinthians      | 1942 | 24   |
| Campeonato Brasileiro | Seleção Paulista | 1942 | 11   |
| Campeonato Paulista   | Corinthians      | 1943 | 20   |